# Duquesne Whistle
«Duquesne Whistle» es una canción del músico estadounidense Bob Dylan publicada como primer sencillo promocional del álbum de estudio Tempest.
La canción fue compuesta con Robert Hunter, letrista y miembro de Grateful Dead, con quien Dylan colaboró anteriormente en dos canciones, «Silvio» y «Ugliest Girl in the World», del álbum Down in the Groove, publicado en 1988, y veinte años después en la mayoría de las canciones del álbum Together Through Life, publicado en 2009. El sencillo fue publicado en formato de descarga digital y en 7" coincidiendo con el «viernes negro» el 23 de noviembre, con una versión alternativa de «Meet Me in the Morning», originalmente publicada en el álbum Blood on the Tracks (1975), como cara B, y publicitada como un adelanto de The Bootleg Series Volume 11.
La publicación de «Duquesne Whistle» como sencillo fue acompañada de un videoclip dirigido por Nash Edgerton, que trabajó previamente con Dylan en los videoclips de «Must Be Santa» y «Beyond Here Lies Nothin'».